# Gérard Worms (banquier)
Ne doit pas être confondu avec Gérard Worms.
Pour les articles homonymes, voir Worms.
Gérard Worms, né le 1er août 1936 à Paris où il est mort le 31 août 2020, est un haut fonctionnaire, chef d'entreprise et banquier français.

## Biographie
Fils de l'industriel André Worms et de Thérèse Dreyfus, Gérard Worms est élève aux lycées Carnot et Saint-Louis, à l'École polytechnique (X 1955) et à l'École nationale supérieure des mines de Paris. Il débute comme ingénieur à l'Organisation commune des régions sahariennes en 1960[réf. nécessaire], puis comme chargé de mission à la Délégation à l'aménagement du territoire et à l'action régionale en 1963.
Il est professeur à l'École des hautes études commerciales de Paris (HEC) et chargé de cours complémentaires à la Faculté des lettres et sciences humaines de Paris de 1962 à 1969. Il est par la suite professeur à l'École polytechnique à partir de 1974.
Il est conseiller technique au cabinet du ministre Olivier Guichard de 1967 à 1969, puis à celui du premier ministre Chaban-Delmas de 1969à 1971[réf. souhaitée].
Modèle:Renec et en devient le directeur général en 1975.Il y poursuit la restructuration de la division « presse » lancée par Dominique Ferry. Il démissionne de ses fonctions de directeur général en 1981. Il est vice-président du Syndicat national de l'édition de 1975 à 1980.[réf. nécessaire]
Il devient directeur général de Rhône-Poulenc de 1981 à 1983, il prend les fonctions de président de l'Association nationale de la recherche technique et de délégué général aux Affaires industrielles en 1984.[réf. nécessaire]
Il rejoint Suez en 1984 avant d'en devenir directeur général adjoint chargé des affaires industrielles en 1988 puis président de Suez de 1990 à 1995 avant d'être contraint à la démission par les grands actionnaires. Il est ensuite président du conseil des commanditaires de Rothschild & Cie en 1995, avant d'en devenir associé gérant et de devenir vice-président de Rothschild Europe.[réf. nécessaire]
Il préside le club Le Siècle de 1999 à 2001[réf. souhaitée], ainsi que Coe-Rexecode, le Comité national français de la Chambre de commerce internationale, avant d'en devenir le président mondial.
Il est membre du conseil de surveillance du groupe M6 et de Publicis Groupe.
Il meurt le 31 août 2020,.

## Publication
- Méthodes modernes de l'économie appliquée (1974).